# Miltefozyna
Miltefozyna (łac. miltefozinum) – wielofunkcyjny organiczny związek chemiczny, jedyny doustny lek stosowany w leczeniu leiszmaniozy, mający również właściwości przeciwnowotworowe.

## Mechanizm działania
Miltefozyna jest jednym z fosfolipidów tworzących błonę komórkową i jej przeciwnowotworowe działanie polega na jej rozrywaniu. Miltefozyna hamuje kinazę białkową C, fosfolipazę C oraz biosyntezę fosfatydylocholiny, jednakże dokładny mechanizm działania przeciw Leishmania jest nieznany.

## Zastosowanie
Miltefozyna jest stosowana w leczeniu:
- leiszmaniozy trzewnej (kala-azar, czarna febra, gorączka dum-dum) powodowanej przez Leishmania donovani,
- leiszmaniozy skórnej powodowanej przez Leishmania braziliensis, Leishmania guyanensis oraz Leishmania panamensis,
- leiszmaniozy skórno-śluzówkowej powodowanej przez Leishmania braziliensis,
- leczenie przerzutów do skóry raka sutka.

Miltefozyna znajduje się na wzorcowej liście podstawowych leków Światowej Organizacji Zdrowia (WHO Model Lists of Essential Medicines) (2015).
Miltefozyna nie jest dopuszczona do obrotu w Polsce (2018).

## Działania niepożądane
Miltefozyna może powodować następujące działania niepożądane u ponad 2% pacjentów leczonych na leiszmaniozę trzewną: biegunka, nudności, astenia, zmniejszenie apetytu, natomiast u leczonych na leiszmaniozę skórną: choroba lokomocyjna, ból brzucha, biegunka, nudności, wymioty, gorączka, złe samopoczucie, zawroty głowy, ból głowy, senność, zapalenie naczyń chłonnych, zmniejszenie apetytu, świąd.